# 키무라 미야비
키무라 미야비(일본어: 木村 雅, 1984년 2월 14일 ~ )는 일본의 배우이다.

## 출연작

### TV 드라마
- 1997년 ~ 1998년 B-로봇 가브타크 - 키치조지 쿠라노스케 역